# A Night in Rivendell
A Night in Rivendell is het tweede album van de Deense groep The Tolkien ensemble. Het bevat liederen van J.R.R. Tolkien die voorkomen in The Lord of the Rings. Dit album vormt het tweede deel van wat uiteindelijk een volledige muzikale interpretatie van alle teksten uit de boeken zou worden.
Het album is uitgebracht in april 2000.

## Tracklist
1. "A Rhyme of Lore" (Caspar Reiff) - 2.03
2. "Gandalf's Song of Lórien" (Caspar Reiff) - 3.13
3. "Lament of the Rohirrim" (Caspar Reiff) - 3.05
4. "Frodo's Lament for Gandalf" (Peter Hall) - 5.46
5. "Bilbo's Song" (Caspar Reiff) - 3.59
6. "Gollums Song/Riddle" (Caspar Reiff) - 3.46
7. "Lament for Boromir" (Caspar Reiff) - 8.23
8. "Song in the Woods" (Peter Hall) - 1.44
9. "The Fall of Gil-galad" (Peter Hall) - 3.38
10. "Lament for Théoden" (Caspar Reiff) - 9.34
11. "Song of the Mounds of Mundborg" (Caspar Reiff) - 5.55
12. "Elven Hymn to Elbereth Gilthoniel, A Elbereth Gilthoniel..." (Caspar Reiff) - 2.09

## Credits
- Peter Hal - zang, gitaar, mandoline, penny-whistle, Frodo and Sam
- Caspar Reiff - gitaar
- Morten Ryelund Sørensen - viool
- Øyvind Ougaard - accordeon
- Morten Ernst Lassen - Aragorn
- Signe Asmussen - stem van Rivendell en Galadriel
- Mads Thiemann - Bilbo
- Ulrik Cold - Gandalf
- Kurt Ravn - Legolas
- Povl Dissing - Gollum
- Gabriella Persson - fagot
- Torben H. S. Svendsen - contrabas
- Kresten Stubbe Teglbjerg - piano
- Francis Norén - stemmen
- Morten Kramp - stemmen

- Strijkkwartet: Morten Ryelund, Mette Tjærby, Jørgen Eyvind Hansen en Dorthe Buch-Andersen
- The Chamber Choir Hymnia onder leiding van Flemming Windekilde

## Productie
- Muzikaal leider: Morten Ryelund Sørensen
- Producenten: Caspar Reiff, Peter Hall and Morten Ryelund Sørensen
- Engineering: Hans Nielsen and Viggo Mangor
- Omslagillustratie: koningin Margaretha II van Denemarken
- Omslagontwerp: Dan Eggers en Connie B. Berentzen